# Georges De Sloovere
Georges De Sloovere, né à Bruges le 4 août 1873 et mort dans la même ville le 26 juin 1970, est un peintre belge.
Son champ pictural couvre essentiellement les paysages, les vues de ville, les portraits et les scènes de genre. Représentant de l'école de Bruges, ses œuvres sont notamment conservées au Musée Groeninge à Bruges et au Musée d'Art à la mer à Ostende.

## Biographie

### Famille
Georges (Georges Adolphe) De Sloovere, né rue des Augustins à Bruges le 4 août 1873, est le fils de l'entrepreneur de travaux publics Louis De Sloovere (1847-1882) et de Célestine Huybrecht (1841). Il épouse le 3 décembre 1921 Léona Jansseune (1894-1993). Le couple a deux filles : Odrada (1923) et Monica (1927-1937).

### Formation
De 1888 à 1895, Georges De Sloovere se forme à l'Académie des beaux-arts de Bruges, auprès du peintre Edmond Van Hove, puis, de 1895 à 1901 à l'Académie royale des beaux-arts de Bruxelles. En 1897, la ville de Bruxelles lui décerne le premier prix de peinture.

### Carrière
En 1899, Georges De Sloovere se fait connaître du public en présentant ses œuvres à la sixième exposition des artistique de Bruges. L'année suivante, il expose Mes sœurs (portrait) au Salon de Bruxelles de 1900 et participe aux salons triennaux belges jusqu'en 1914. D'autre part, il envoie ses toiles aux salons de la Société nationale des beaux-arts à Paris en 1902, 1903 et 1914.
Entre 1918 et 1925, il est professeur à l'Académie de Bruges. Dans les années 1920 et 1930, il expose ses tableaux à Bruges, notamment dans le cadre du groupe Le Pélican, et à Bruxelles dans diverses galeries.
Le 26 juin 1970, Georges De Sloovere meurt, à l'âge de 96 ans à l'hôpital Saint-Jean de Bruges.

## Œuvre

### Caractéristiques
Son champ pictural couvre essentiellement les paysages, les vues de ville, les portraits et les scènes de genre.
Georges De Sloovere contribue à la renommée de l'école de peinture de Bruges, fondée dans l'entre-deux-guerres. Son impressionnisme de bon aloi engendre des toiles d'un coloris vigoureux et d'une belle lumière.
Artiste de plein air avant tout, le paysage est son domaine, il y excelle grâce à la souplesse d'une technique rompue au métier qui ne nuit en rien à l'émotion ou à la fraîcheur d'inspiration.

### Expositions
- Salon de Bruxelles de 1900 : Mes sœurs (portrait)[3].
- Salon de la Société nationale des beaux-arts à Paris de 1902 : Le Coq-sur-Mer (paysage)[4].
- Salon de Bruxelles de 1903 : Jeunesse et Portrait de M. l'avocat T.[9].
- Salon de la Société nationale des beaux-arts à Paris de 1903 : Le Christ[4].
- Salon de Bruxelles de 1907 : Quai Vert à Bruges, soir[10].
- Salon de la Société nationale des beaux-arts à Paris de 1914 : Retour de travail[4].
- Salon de Bruxelles de 1914 : Paysanne et Pont flamand à Bruges[11].
- Salon triennal de Liège de 1921 : Séminaire à Bruges[12].

### Collections muséales
- Musée Groeninge à Bruges : Femmes nettoyant le cuivre.
- Musée communal de la ville de Bruges : Portrait du bourgmestre Victor Van Hoestenberghe.
- Musée d'Art à la mer à Ostende.